# الليث الأبيض
الليث الأبيض (بالياباني:ジャングル大帝، جنغورو تايتي، أي: إمبراطور الغابة)، يعرف في الولايات المتحدة باسم كيمبا الأسد الأبيض، هي سلسلة مانغا يابانية، تم إنتاجها عام 1950 الي 1954 من قبل المؤلف تيزوكا أوسامو ثم تحولت إلى مسلسل يحكي عن مغامرات أسد أبيض اللون في أفريقيا، وذلك في عام 1965 من قبل موشي برودكشن وبثه على تلفزيون فوجي وكان أحد اوائل المسلسلات الملونة في اليابان. فيما بعد تم اتهام صناع فيلم ديزني الشهير الملك الأسد باقتباس شخصية الليث الأبيض في فيلمهم.

## القصة
يدور أحداث الأنيمي حول أسد أبيض اللون يدعى بانجا يؤسس لحيوانات الغابة ملاذ أمن، ويحاول تحرير قطيع الحيوانات من القرى المجاورة. يرسل القرويون صياد محترف لإيقاف بانجا، ينجح الصياد في حبس لبوة بانجا الحبلى إليزا واستخدامها كطعم لقتل بانجا.
يطلب بانجا في لحظاته الأخيرة من إليزا أن تسمي ابنها كيمبا، ترسل إليزا عبر سفينة إلى حديقة الحيوان.
يولد كيمبا على سطح السفينة وتعلمه إليزا أفكار والده. تهب عاصفة كبيرة تحطم السفينة ويبدأ كيمبا بالغرق. تساعده سمكة بتعلم السباحة وتتوالى الأحداث حيث بدأ باليأس و الإستسلام، لكن تشجعه النجوم في السماء التي تشبه شكل والدته، ويتبع الفراشات للوصول إلى البر. يصل إلى أرض مختلفة عن أرض أجداده ويتعلم حضارة البشر ويقرر نقل ما تعلمه ويجلب السلام إلى أرضه.

## الشخصيات
بانجا
كيمبا
بو
كينتشي
كوكو
لامب
تومي
ماندي
ليو
شوتشاتو بان